# Свјетски јеврејски конгрес
Свјетски јеврејски конгрес (СЈК, енгл. World Jewish Congress, WJC) међународна је федерација јеврејских заједница и организација. Основан је у августу 1936. у Женеви у Швајцарској, а сада се сједиште налази у Њујорку у Сједињеним Америчким Државама. Према изјави СЈК о мисији, главна сврха Конгреса је да дјелује као „дипломатска рука јеврејског народа”. Чланство у СЈК отворено је за све представничке јеврејске групе или заједнице, без обзира на социјалну, политичку или економску идеологију земље домаћина заједнице. СЈК има међународне канцеларије у Бриселу, Јерусалиму, Паризу, Москви, Буенос Ајресу и Женеви. Конгрес има посебан консултативни статус при Економском и социјалном савјету Уједињених нација.